# Monte Re di Castello
Der Monte Re di Castello ist ein 2889 m s.l.m. hoher Berg in der Adamellogruppe in den Adamello-Presanella-Alpen in Italien.

## Etymologie
Der Name des Bergs taucht erstmals 1764 als Recastel auf einer Karte des südlichen Tirols auf. Er setzt sich aus den beiden italienischen Wörtern re und castello zusammen. Re leitet sich von rio – italienisch für Bach – ab, während das Wort castello – italienisch für Burg – wohl auf die einer Burg ähnelnde Form des südöstlich verlaufenden Bergkammes bezieht.

## Geographie
Der Monte Re di Castello befindet sich in einen von Nord nach Süd verlaufenden Bergkamm in der Adamellogruppe, zwischen den Tälern Val di Daone und Valcamonica. Nach ihm ist die flächenmäßig kleinste Untergruppe der Adamellogruppe benannt. Über den Gipfel verläuft die Grenze zwischen den Provinzen Trient und Brescia und die Wasserscheide zwischen dem Fluss Oglio im Westen und dem Chiese im Osten. Am Fuße des Berges befinden sich südöstlich im Val di Daone der Stausee Lago di Malga Boazzo und nordwestlich der Lago d’Arno.
Der in der Literatur auch mit einer Höhe von 2891 m angegebene Gipfel liegt zwischen dem Passo della Vedretta di Sarviore (2540 m) im Norden und dem Passo Dernal (2577 m) im Südwesten. Der Berg setzt sich aus zwei Kämmen zusammen, die im rechten Winkel auf den Gipfel zulaufen. Der westliche Kamm verläuft vom Passo Dernal auf den 2883 m hohen Vorgipfel zu, während der nördliche Kamm vom Passo della Vedretta di Sarviore zum Gipfel aufsteigt.
Teile des nördlichen Gipfelkammes und der nordöstlichen Ausläufer gehören zum in der Provinz Trient liegenden NATURA 2000 Schutzgebiet Re’ di Castello – Breguzzo (WDPA-ID 555528600). Die zur Provinz Brescia gehörende Westseite ist Teil des Parco regionale dell’Adamello.

## Normalweg
Der unschwierig zu ersteigende Re di Castello ist wegen seines Panoramas ein relativ viel begangener Berg. Der Normalweg verläuft ohne größere Schwierigkeiten entlang des westlichen Kammes vom Passo Dernal zum Gipfel. Er wurde erstmals am 24. September 1888 von F. Ballardini, Paolo Prudenzini und G.B. Beatrici im Abstieg begangen. Als Stützpunkt bietet sich das Rifugio Maria e Franco am Passo Dernal an. Von der Schutzhütte ist der Gipfel in etwa 1 ½ Stunden zu erreichen.

## Besteigungsgeschichte
Vermutlich wurde der Monte Re di Castello von Jägern auf der Jagd nach Gämsen erstmals zu einem unbekannten Zeitpunkt bestiegen. Den Jägern folgten 1853 die Landvermesser. Die erste dokumentierte alpinistische Besteigung fand am 24. August 1874 durch Douglas Freshfield, Thomas Henry Carson, Francis Fox Tuckett und ihrem Führer François Devouassoud statt. Während des Ersten Weltkrieges wurde der Gipfel von der italienische Armee besetzt. Die Italiener brachten auf dem Monte Re di Castello ein Geschütz und einen Scheinwerfer in Stellung, der auf Schienen hin- und hergeschwenkt werden konnte.